# Peter Schaupp
Peter Schaupp ist ein ehemaliger deutscher Torhüter des Fußballvereins FC Bayern München.

## Karriere
Schaupp kam als Torhüter in der Saison 1952/53 in zwei Pflicht- und vier Freundschaftsspielen für den FC Bayern München zum Einsatz. Zunächst spielte er am 15. März 1953 (25. Spieltag) beim 4:1-Sieg im Auswärtsspiel gegen die TSG Ulm 1846 in der Oberliga Süd, dann am 30. Mai 1953 bei der 2:4-Niederlage gegen den SSV Jahn Regensburg in der 2. Runde im Wettbewerb um den Süddeutschen Pokal.